# Wayō Joshi Daigaku

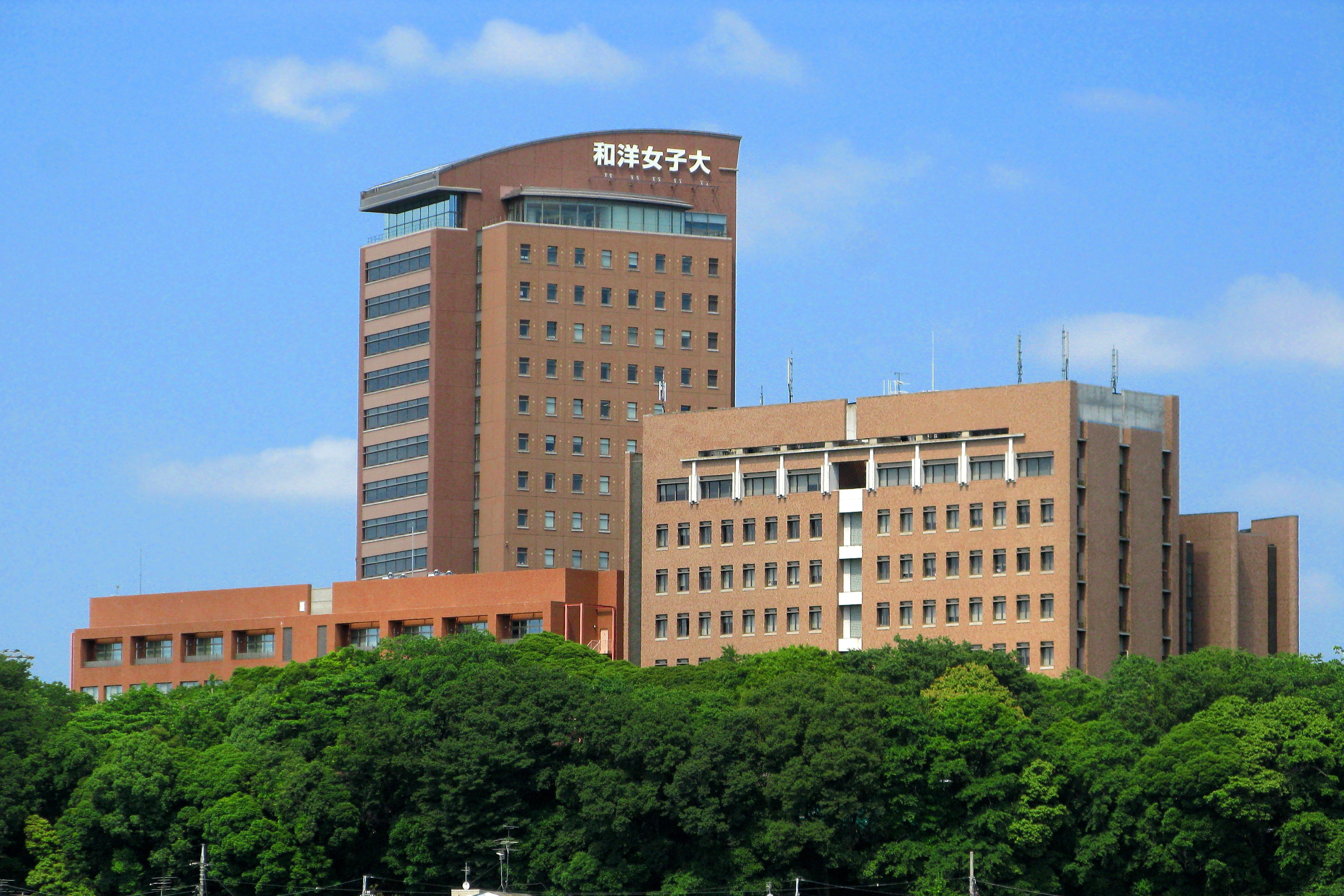
Wayō Joshi Daigaku 2012

Die Wayō Joshi Daigaku (japanisch 和洋女子大学) ist eine private, staatlich anerkannte japanische Universität für Frauen in Ichikawa, Präfektur Chiba.

## Geschichte
Chiyo Horikoshi gründete 1897 das Wayō Frauen Nähinstitut, das sowohl im Schneidern japanischer als auch westlicher Kleidung unterrichtete. Bildungsziel des Instituts war nicht nur Nähkenntnisse für das häusliche Leben zu vermitteln, sondern auch Frauen in Lehrtätigkeiten auszubilden. Infolgedessen brachte das Wayō Institut viele ausgezeichnete Hauswirtschaftslehrerinnen hervor, von denen einige später Gründerinnen und Präsidentinnen von Frauenuniversitäten wurden. Aus dem Nähinstitut entwickelte sich ein technisches College, das Frauen auf eine unabhängige Rolle im modernen Japan vorbereitete.
1928 wurde aus dem Wayō Nähinstitut die Wayō Women's Vocational School, die den Status einer Universität erlangte.
Durch die Zerstörungen im Zweiten Weltkrieg wurde die Hochschule 1946 auf den bis heute bestehenden Konodai Campus in Ichikawa transferiert. Im Jahr 1949 wurde die Wayō Joshi Daigaku in das japanische Erziehungssystem integriert.
Nachdem 1954 das Fach japanische Literatur in das College aufgenommen worden war, kamen in den 60er Jahren die Fächer Englische Literatur, Ernährungswissenschaften und Hauswirtschaftslehre hinzu.
Auf der Ranking Webseite Edurank nahm die Hochschule im März 2025 den Rang 363 (von 719) in Japan ein. Das Ranking berücksichtigt die Forschungsleistung, den nichtakademischen Ruf der Universität und den Einfluss bedeutender Alumni.

## Studiengänge
Zum Studium werden Kandidatinnen aufgrund ihrer Noten und Ergebnisse eines Eingangsexamens zugelassen. Mit ca. 2500 Studentinnen und 200 Unterrichtenden gehört die Wayō Joshi Daigaku zu den kleineren Universitäten. Diese Zahl erlaubt eine persönliche und intensive Betreuung in Fragen der individuellen Studien- und der Karriereplanung.
In der geisteswissenschaftlichen Fakultät können in folgenden Fächern Bachelor-Abschlüsse erworben werden: Japanische Literatur, Kalligraphie, Kultur und Kunst, Psychologie sowie Erziehungswissenschaften im Vorschulalter. „Global Studies“ ist eine weitere Fakultät der Wayō Joshi Daigaku, die im Bachelor-Studiengang die Fächer Englische Kommunikation und Globale Studien anbietet. Unter dem Dach der Fakultät der Humanen Ökonomie befinden sich die Bachelor-Studiengänge Gesundheit und Ernährung, Mode und Kunst, Kinderfürsorge sowie Hauswirtschaft und Sozialfürsorge. Die Fakultät für Pflege bietet ein Studium der Krankenpflege an, der mit einem Bachelor of Nursing abschließt. Masterstudiengänge werden in den Fächern Englische Literatur, Japanische Literatur und Hauswirtschaftslehre angeboten, in letzterer Wissenschaft kann man an der Wayō Frauenuniversität auch promovieren.
Seit 2008 unterhält die Universität ein internationales Austauschprogramm. Dieses umfasst sowohl Auslandsaufenthalte der eigenen Studentinnen als auch Studienaufenthalte Studierender der Partnerhochschule an der Wayō Universität.
Zu den Partneruniversitäten gehören: die Bond University (Australien), das Brescia University College (Kanada), das Institut français de la mode (Frankreich), die Massey University (Neuseeland), das Mongolian University of Science and Technology (Mongolei), die Oxford Brookes University (England), die Portland State University (USA), die Seoul National University (Südkorea), die Seoul National University of Education (Südkorea), die Soochow-Universität (Suzhou) (China) und die University of Sussex (England).